# Barbara Trommer
Barbara Trommer (* 21. November 1946 in Leipzig) ist eine deutsche Theater- und Filmschauspielerin, Synchron- und Hörspielsprecherin sowie Kabarettistin.

## Leben
Barbara Trommer wurde Anfang der 1960er Jahre als Synchronsprecherin aktiv. Von 1970 bis 2013 war sie Ensemblemitglied beim Schauspiel Leipzig. Seit Anfang der 1990er Jahre spielt sie auch im Kabarett academixer.

## Filmografie (Auswahl)

### Schauspielerin
- 1979: Lachtauben weinen nicht
- 2004–2014: SOKO Leipzig (Fernsehserie, zwei Folgen)
- 2006: Die Politesse – der Film
- 2009: Ein Fall von Liebe

### Synchronrollen
- 1980: Die Frau in Grün (als Lydia Marlowe)
- 1984: Frontromanze (als Vera)
- 1985: Eine Nacht mit Scheherezade (als Scheherezade)
- 1987: Die neuen Märchen von Scheherezade (als Scheherezade)
- 1988: Die Garage (als Guskows Frau)
- 1988: Scheherezades letzte Nacht (als Scheherezade)
- 2000–2002: Der Wunschpunsch (Zeichentrickserie, als Frau Kuschel)

## Hörspiele (Auswahl)
Die ARD-Hörspieldatenbank listet für den Zeitraum von 1971 bis 2018 insgesamt 68 Datensätze, bei denen Barbara Trommer als Sprecherin geführt wird, darunter:
- 1971: Kurt Steiniger: Wer kennt nicht Bergemann – Regie: Theodor Popp (Original-Hörspiel, Rundfunk der DDR)
- 2017: Lorenz Hoffmann: Lutherland (7. bis 9. Folge) – Regie: Stefan Kanis (Original-Hörspiel, MDR)
- 2018: Thilo Reffert: Karl Marx statt Chemnitz – Regie: Stefan Kanis (Original-Hörspiel, MDR)